# نشان‌کلمه
نشان‌کلمه یا علامت‌کلمه یا نشان‌واژه معمولاً یک شکل مشخص و فقط نوشتاری از اسم شرکت، موسسه، یا اسم محصول است که با هدف تعیین هویت و علامت تجاری استفاده می‌شود.
مثال‌هایی را در هویت گرافیکی دولت کانادا، فدرال اکسپرس، گوگل، و ویکی‌پدیا می‌توان پیدا کرد. نام سازمان به عنوان یک هویت شفاف به وجود می‌آید، تا یک هویت از لحاظ بصری به یاد ماندنی به وجود آورد. بازنمایی کلمه تبدیل به یک سمبل بصری از سازمان یا محصول می‌شود.
در ایالات متحده آمریکا و اتحادیه اروپا یک نشان کلمه می‌تواند ثبت شود، تا به یک دارایی حفاظت شده تبدیل شود. در ایالات متحده امریکا واژهء نشان کلمه ممکن است به یک بازنشانی بصری تداعی نشود، بلکه خود متن می‌تواند یک علامت تجاری باشد.